# Ан-70
Ан-70 — украинский, советский средний военно-транспортный, среднемагистральный грузовой (в модификации Ан-70-100; первоначальное обозначение — Ан-70Т) и среднемагистральный конвертируемый грузопассажирский (в модификации Ан-70ТК) самолёт, разработанный ОКБ О. К. Антонова для замены Ан-12. Проектирование самолёта было начато в 1978 году. Совершил первый полёт в декабре 1994 года.
Ан-70 рассчитан на перевозку до 110 парашютистов, или до 300 бойцов с личным оружием, или до 206 раненых и больных с сопровождающими. Самолет может использоваться для парашютного десантирования боевой техники и личного состава с малых и больших высот и обеспечить оперативную переброску практически всех образцов вооружений и военной техники мотострелковых подразделений.

## История

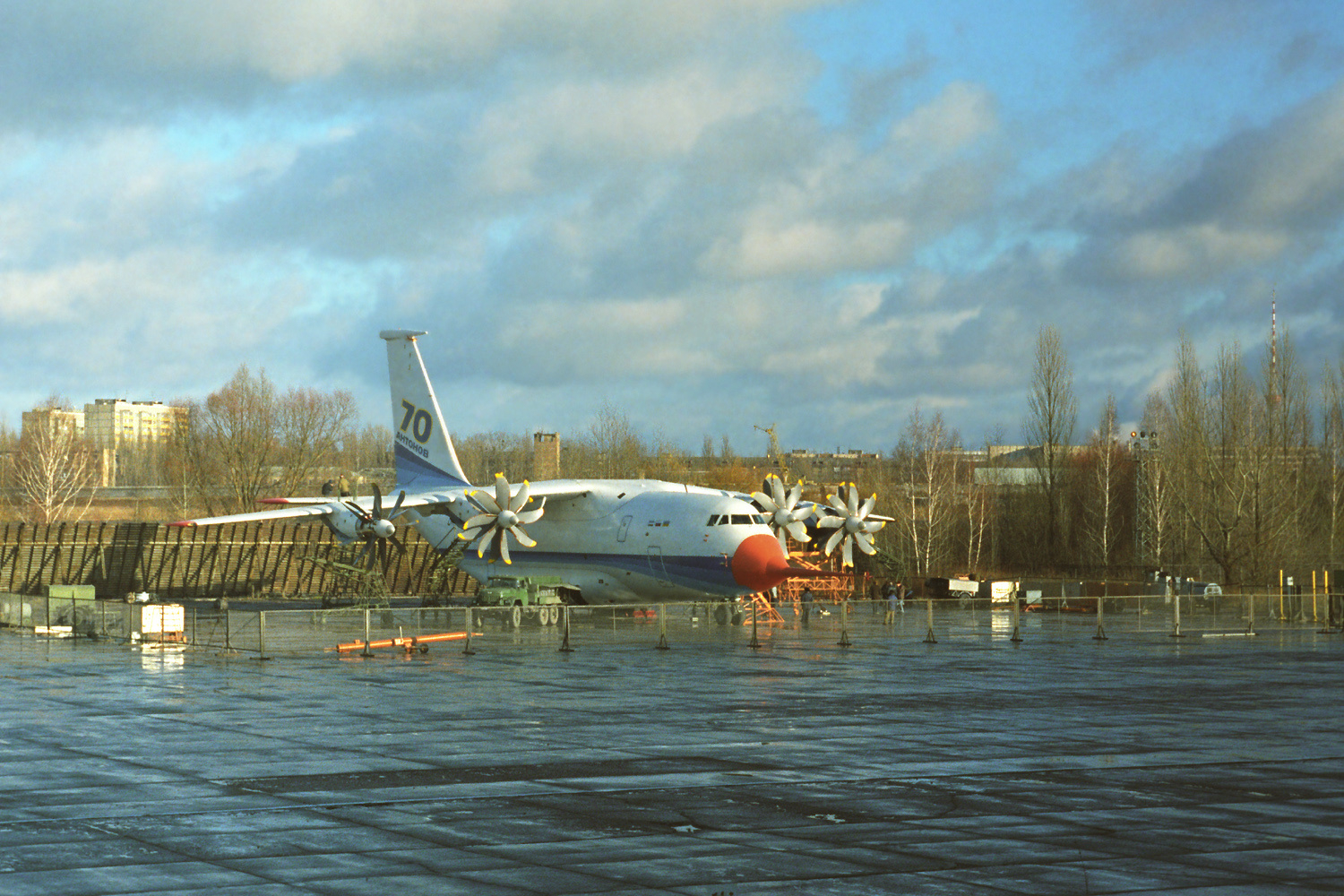
Первый опытный образец Ан-70 во время наземных испытаний в ноябре 1994 года

Техническое задание на проектирование нового военно-транспортного самолёта начали разрабатывать в 1976 году, но требования к тактико-техническим характеристикам самолёта неоднократно пересматривали и только в 1986 году был утверждён окончательный вариант объединённых технических требований ВВС СССР. Военные учли опыт боевых действий в Афганистане и применения военно-транспортной авиации в других локальных конфликтах. В 1986 году началась полномасштабная разработка Ан-70, главным конструктором был назначен В. П. Теплов, а общее руководство программой осуществлял П. В. Балабуев.
Техническое задание предполагало создание самолета, на котором возможен взлет с коротких грунтовых полос полевых аэродромов, располагающихся недалеко от переднего края, который обладает высокими вертикальными скоростями при взлете и посадке, имеет защиту от ПЗРК. Он должен обеспечивать возможность перевозки всей номенклатуры подвижной техники Сухопутных войск и ВДВ. Самолет должен обладать крейсерской скоростью полета около 0,8М и высокой топливной экономичностью.
В 1991 году на авиационном заводе в Киеве был заложен первый прототип, однако после распада СССР продолжение работ было осложнено.
24 июня 1993 года между Украиной и Российской Федерацией было подписано «Соглашение о дальнейшем сотрудничестве в обеспечении создания, совместного серийного производства и поставок в эксплуатацию оперативно-тактического самолёта Ан-70 и транспортного самолёта Ан-70Т с двигателями Д-27».
16 декабря 1994 года в Киеве состоялся первый полёт Ан-70.
10 февраля 1995 года при выполнении четвёртого испытательного полёта в результате потери управляемости и столкновения с самолётом сопровождения был потерян первый опытный Ан-70.
Второй прототип № 01-02 вышел на испытания в 1997 году.
В процессе испытаний было установлено 6 мировых и 15 национальных рекордов, включая подъём 55 тонн груза на высоту 7350 м.
27 февраля 1998 года президенты Украины и России выступили с совместным заявлением об обоюдном желании принять Ан-70 на вооружение национальных ВВС.
27 января 2001 года при выполнении полёта (лётчик-испытатель Владимир Владимирович Юрченко) в условиях низких температур в результате отказа двигателя на взлёте из аэропорта Омска он получил серьёзные повреждения, но впоследствии был восстановлен.
В 2002 году Украина и Россия взяли ответственность в равных долях при случае краха производства.
В том же году было объявлено, что Военно-воздушные силы Российской Федерации намерены закупить 160 Ан-70, а ВВС Украины — 5 Ан-70.
К началу 2005 года финансирование программы Ан-70 украинской стороной практически прекратилось, вслед за этим 5 апреля 2006 года Россия официально отказалась от участия в проекте по созданию Ан-70 в пользу Ил-76МФ.
14 августа 2009 года АНТК им. Антонова объявил, что завершение строительства первых серийных самолётов Ан-70 запланировано на 2012 год и заказчиком двух машин является Министерство обороны Украины.
26 мая 2010 командующий ВДВ генерал-лейтенант В. А. Шаманов сообщил, что в рамках госпрограммы вооружений на 2011−2020 годы Россия может закупить 30-40 самолётов Ан-70.
В апреле 2011 года министр обороны России Анатолий Сердюков сообщил, что в 2015—2016 годы Россия намерена начать закупки самолётов Ан-70 и всего до 2020 года планируется закупить 60 самолётов этого типа.
В июле 2011 года первый из этих двух Ан-70 был продан Министерству обороны Российской Федерации.
В сентябре 2011 Украина объявила о восстановлении финансирования проекта.
В октябре 2011 было объявлено, что в 2014 году производство самолётов Ан-70 может быть начато в РФ.

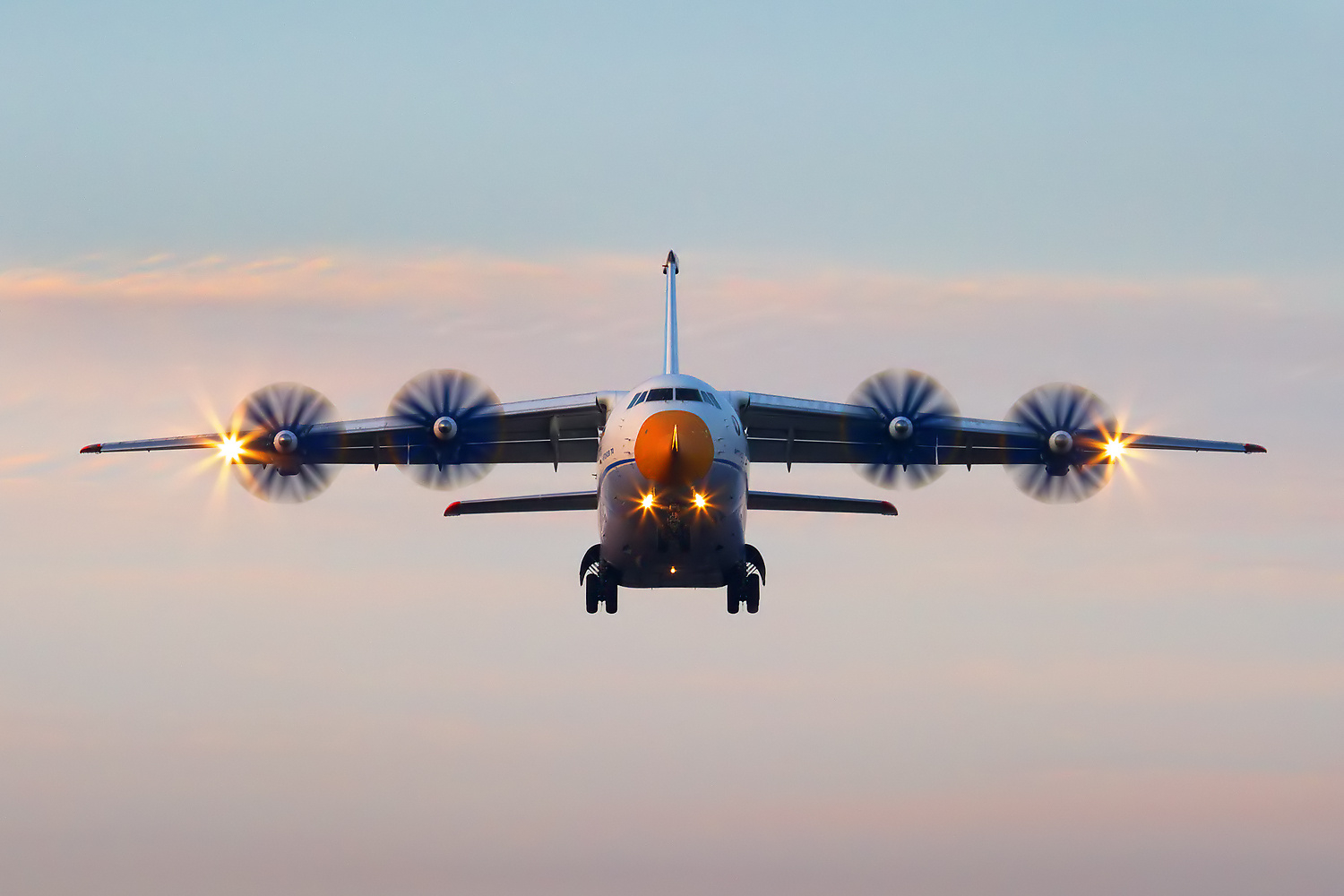

В январе 2012 года директор департамента финансов министерства обороны Украины Иван Марко сообщил, что в рамках гособоронзаказа на создание Ан-70 предусмотрено выделить 347 млн гривен.
В августе 2012 года Россия и Украина приступили к совместным лётным испытаниям Ан-70. 27 сентября 2012 модернизированный Ан-70 совершил первый полёт.
В середине ноября 2012 года была определена производственная кооперация при производстве самолёта (сборку Ан-70 было решено производить на КАПО им. Горбунова в Казани). До конца 2012 года на прототипе Ан-70 была проведена модернизация бортового оборудования (были перепроектированы винтовентиляторы СВ-27, установлены жидкокристаллические мониторы, установлена новая оптико-электронная система в носовой части, вспомогательная силовая установка ТА12-60 была заменена на более современную установку ТА18-200-70), что позволило сэкономить 500 кг веса.
В апреле 2013 года были успешно завершены государственные испытания винтовентилятора СВ-27 для двигателя Д-27.
11 апреля 2014 года «Антонов» завершил совместные государственные испытания модернизированного Ан-70, по результатам которых самолёт был рекомендован к серийному производству.
Однако, чуть ранее, в начале апреля 2014, пришедшее к власти новое руководство Украины объявило о прекращении военно-технического сотрудничества с Российской Федерацией, а с 27 августа 2014 был установлен запрет на поставки в Россию продукции военного и двойного назначения.
В результате производство Ан-70 было остановлено.
В августе 2014 Министерство обороны Украины потребовало от ГП «Антонов» выплатить 164,3 млн гривен долга за невыполнение своих обязательств о поставке двух самолётов Ан-70, заказанных ещё в 2004 году, хотя срок действия контракта закончился 31 декабря 2012 года. Суммарные требования Минобороны по иску состоят из долга в размере 111,9 млн гривен, пени за нарушение сроков выполнения работ на сумму 20,4 млн гривен, штрафа — 7,8 млн гривен, убытков от инфляции — 670 тыс. гривен и процентов в размере 3,2 млн гривен.
19 декабря 2014 официальный представитель министерства обороны Украины Виктория Кушнир сообщила, что Ан-70 планируется принять на вооружение украинской армии до конца 2014 года. Поскольку на территории Украины остался единственный опытный летающий экземпляр самолёта Ан-70 (на стадии производства в разной степени готовности находятся ещё два, но их достройка осложнена в связи с нарушением кооперации с поставщиками оборудования и материалов из России), предполагается, что именно опытный образец самолёта станет первым переданным на вооружение Ан-70
19 января 2015 и. о. спикера Генерального штаба ВСУ Владислав Селезнёв сообщил, что самолёт Ан-70 принят на вооружение. 22 января генеральный конструктор ГП «Антонов» Дмитрий Кива сообщил, что «при необходимом уровне финансирования» компания может построить для министерства обороны Украины два самолёта Ан-70. 26 января было объявлено, что ГП «Антонов» начаты переговоры о возможности производства военно-транспортных Ан-70 «в кооперации с зарубежными партнёрами» и с использованием двигателей иностранного производства.
В конце февраля 2015 года Минобороны России исключило Ан-70 из государственной программы перевооружения вооружённых сил Российской Федерации 2011—2020 годов.
В марте 2015 года представитель ГП «Антонов» объявил, что планер Ан-70 с двигателями CFM-56 французского производства используют для изготовления самолёта Ан-188 (завершить разработку проекта Ан-188 планировалось к лету 2015 года).

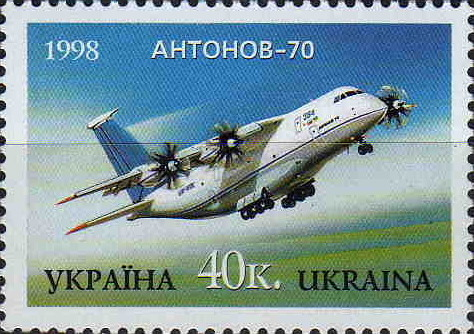
Ан-70 на почтовой марке 1998 года

### Ан-77
В мае 2016 года вице-президент компании «Антонов» Александр Коцюба заявил, что компания планирует модернизировать самолёт Ан-70, заменив в нём комплектующие российского производства, и запустить его в серийное производство. При этом он отметил: «Поиск альтернативных поставщиков — это сложная и большая работа. Например, винтовентиляторы „семидесятки“ производят только в российском Ступино. Это уникальный механизм, без которого воссоздать Ан-70 в существующем виде практически невозможно. Нам остается либо создать такие же, либо установить новый двигатель».
В 2017 году ГП «Антонов» анонсировал проект Ан-77, который позиционировался как глубокая модернизация Ан-70 с заменой комплектующих российского производства, его планировалось оснастить двигателями CFM56-5А1 и авионикой мировых производителей. В июле 2017 предложен в развитие как совместный украинский-американский проект. Также рассматривалась возможность разработки Ан-77 на базе реализации Ан-132.
В апреле 2018 на выставке Eurasia Airshow в Турции был представлен самолёт, который был обозначен компанией «Антонов» как «прототип самолёта Ан-77», при этом представленный самолёт был оснащён турбовинтовыми двигателями, тогда как проект Ан-77 предполагал установку турбореактивных двигателей. С 25 по 29 апреля 2018 ГП «Антонов» представил миниатюрный макет и прототип самолёта Ан-77 на международном авиасалоне «Eurasia»-2018 (Анталия, Турция) на статическом стенде и в программе демонстрационных полётов. Летающий прототип Ан-77 прибыл оборудованный винтовентиляторными двигателями и под регистрационным номером прототипа Ан-70, в то же время, миниатюрный макет на экспозиции был с турбовентиляторными двигателями.
В июле 2020 года вице-премьер — министр по вопросам стратегических отраслей промышленности Украины Олег Уруский заявил, что реализация проекта Ан-70 в настоящее время абсолютно нереальна. По словам Уруского, Украина не способна заменить ряд российских компонентов, которые применяются в этом самолёте.
Планировалось, что будет модернизацией винтовентиляторного среднего военно-транспортного самолёта короткого взлёта и посадки Ан-70 под двигатели CFM56-5А1 и авионику мировых производителей. Согласно расчётным характеристикам Ан-77 (коммерческая нагрузка около 47 тонн) должен был занять нишу между основным военно-транспортным самолётом США Lockheed C-130 Hercules с коммерческой нагрузкой до 21 тонн и стратегическим Boeing C-17 Globemaster III с нагрузкой до 76 тонн. Предполагалось оснащение грузовой кабиной больших габаритов, автономным бортовым комплексом загрузки и разгрузки, шасси с функцией приседания. Перспективно мог бы перевозить крупногабаритную и тяжёлую военную технику, вертолёты, личный состав (300 солдат, 110 десантников, 206 раненых).

## Конструкция

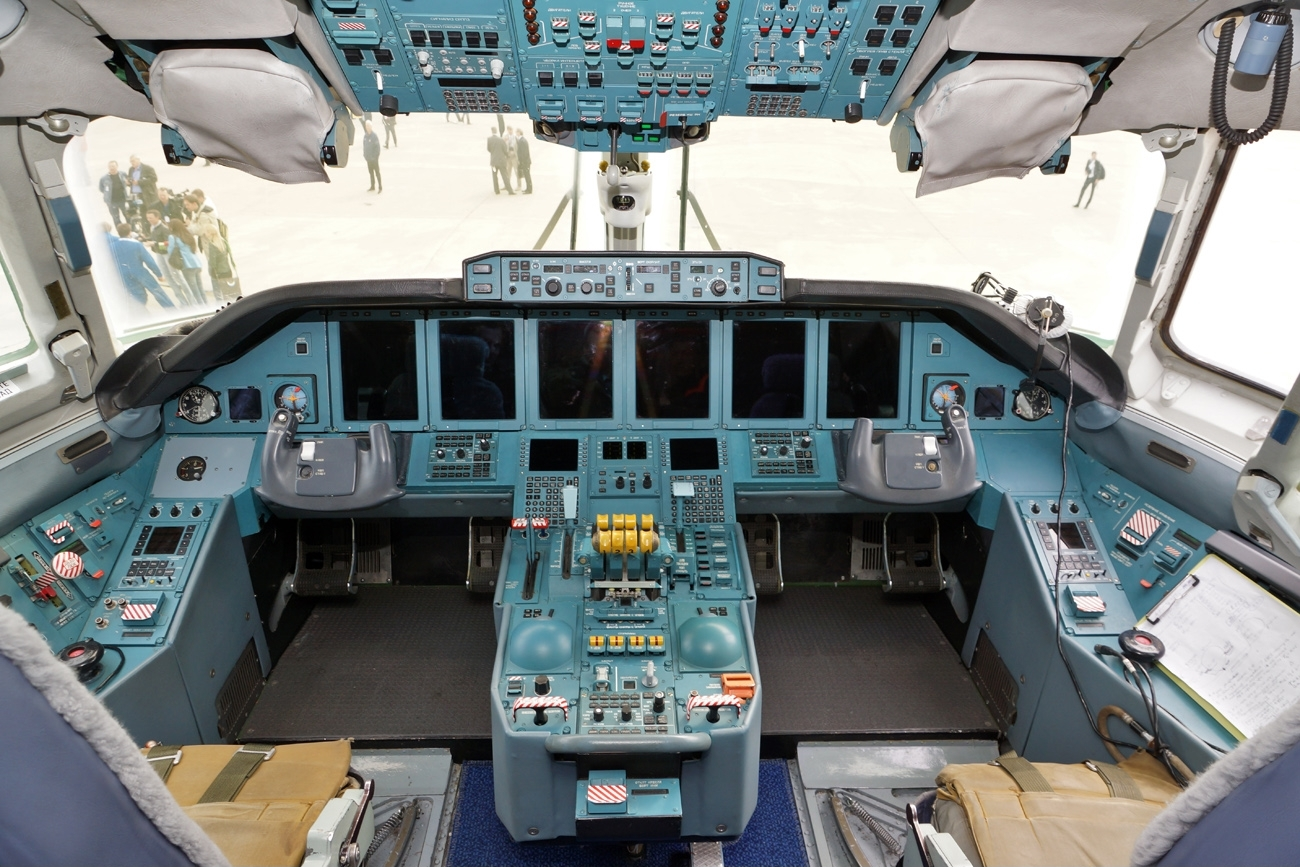
Кабина пилотов Ан-70

Четырёхмоторный винтовентиляторный турбовинтовой самолёт. Выполнен по аэродинамической схеме высокоплан с однокилевым оперением и хвостовым грузовым люком.
Фюзеляж состоит из трех частей: в носовой части расположена кабина пилотов, за кабиной пилотов расположен грузовой отсек, в хвостовой части находится грузовой люк. Грузовой отсек занимает почти все пространство фюзеляжа. Грузовой отсек герметичен и оснащен комплектом оборудования для погрузочных работ. В конструкции планера широко применялись композиционные материалы.
В лётных испытаниях самолёта доказана возможность работы самолёта со слабоподготовленными грунтовыми площадками длиной 600 метров, даже если на борту самолёта при этом будет находиться до 20 тонн груза. Получение заданных характеристик обеспечивается, в первую очередь, уникальной силовой установкой — двигатель Д-27 (Запорожье) и винтовентилятор СВ-27 (производства АО «НПП Аэросила», Ступино, Россия); попытки создания подобного рода силовых установок предпринимались различными двигателестроительными фирмами мира, но реально осуществлен только этот проект. Взлётная мощность силовой установки 14 000 л. с. За счёт очень высокой степени сжатия воздуха в компрессоре ({\displaystyle \pi }к = 30) достигается высокая экономичность (при максимальных взлётных весах часовой расход топлива на четыре силовые установки — 3,5—4 тонны).
Соосные винты дают высоконапорную струю воздуха, обтекающую крыло со скоростью, превышающей скорость набегающего потока, что приводит к увеличению подъёмной силы крыла, а выпущенные закрылки (на 60 градусов в посадочном положении) создают эффект поворота вектора тяги. Таким образом, при заходе на посадку с полностью выпущенными закрылками больше половины подъёмной силы на крыле возникает за счёт силовой обдувки, а меньшая — за счёт набегающего потока.
При испытаниях самолёта на большие углы атаки были получены Cy > 7 (Cy — отношение подъёмной силы к скоростному напору воздуха). Для сравнения, на существующих самолётах максимально реализуемые Cy порядка 2—3.
Кроме перечисленных свойств самолёт обладает рядом достоинств:
- имеет «электронный борт», который легко может быть адаптирован под оборудование практически любого известного производителя авиационной электроники;
- электронная дистанционная система управления самолёта, благодаря заложенным в неё алгоритмам управления обеспечивает удобное и безопасное управление самолётом. К примеру, отказ любого двигателя в полёте практически не требует вмешательства летчика для сохранения прямолинейности полета. Обеспечивается автоматическая защита от выхода самолёта на закритические режимы полета, такие как сваливание, чрезмерное скольжение или крутая спираль.
- грузовая кабина обеспечивает размещение грузов военного назначения.

модификации
Существовал проект модификации в самолёт-разведчик с РЛС и ФАР с названием Ан-88.

## Производство
Международная кооперация
Самолёт был создан в тесной кооперации между Украиной и Россией.
Около 90 % комплектующих самолёта — российского производства.
Россия владеет половиной интеллектуальной собственности на самолёт Ан-70.
Два опытных экземпляра были собраны в середине 90-х годов.

## Операторы
Воздушные силы Украины — 1 Ан-70 по состоянию на 2024 год.

## Аварии и происшествия
| Дата       | Бортовой номер | Место катастрофы | Жертвы | Краткое описание                                                                                         |
| ---------- | -------------- | ---------------- | ------ | --- |
| 10.02.1995 | UR-            | около Гостомеля  | 7/7    | При выполнении испытательного полёта столкнулся в воздухе с самолётом сопровождения Ан-72.               |
| 27.01.2001 | UR-NTK         | около Омска      | 0/33   | Отказ двух двигателей при взлёте. Аварийная посадка в поле с разломом фюзеляжа. Восстановлен в мае 2001. |

## Лётно-технические характеристики

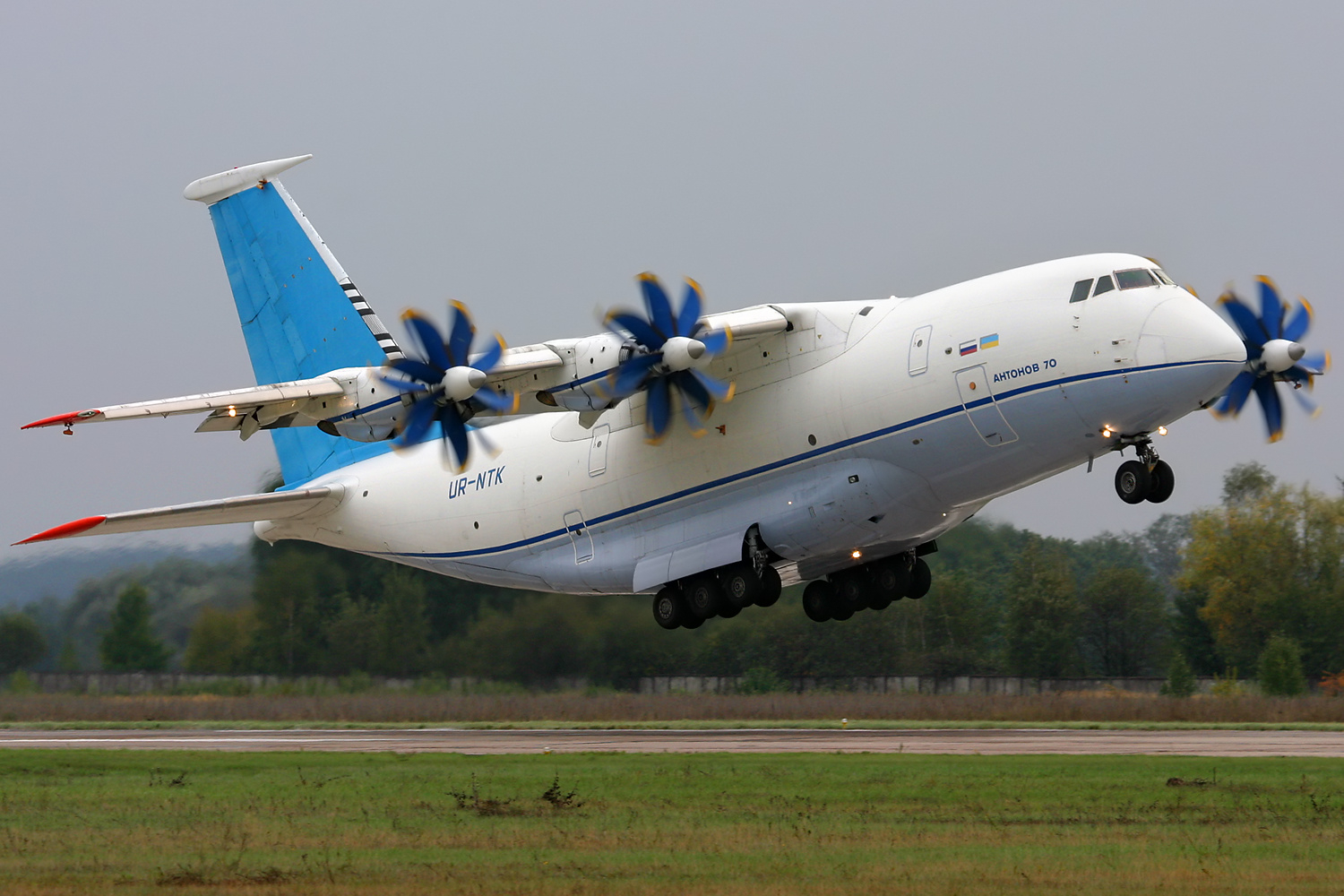
Ан-70 в 2008 году

| Параметр                        | Характеристика                                     |
| ------------------------------- | -------------------------------------------------- |
| Производство                    | 1994—?                                             |
| ОКБ                             | АНТК Антонов                                       |
| Размах крыла                    | 44,06 м                                            |
| Длина                           | 40,73 м                                            |
| Площадь крыла                   | 204 м²                                             |
| Высота киля                     | 16,38 м                                            |
| Вес пустого                     | 73 т                                               |
| Грузоподъёмность                | 47 т Fracht                                        |
| Длина грузовой кабины с рампой  | 22,4 м                                             |
| Длина грузовой кабины без рампы | 18,6 м                                             |
| Ширина грузовой кабины          | 4 м                                                |
| Высота грузовой кабины          | 4,1 м                                              |
| Взлётный вес                    | максимальный 135 т                                 |
| Пассажиры                       | 300 пехотинцев (при использовании второй палубы)   |
| Экипаж                          | 3—5                                                |
| Максимальная скорость           | 780 км/ч                                           |
| Крейсерская скорость            | 700—750 км/ч на высоте 12 000 м                    |
| Высота полёта (макс.)           | 12 000 м                                           |
| Дальность                       | 1200—8000 км (зависит от загрузки)                 |
| Взлетно-посадочная площадка     | грунтовая — 600—1800 м (в зависимости от загрузки) |
| Двигатели                       | 4 × Д-27                                           |
| Мощность                        | около 10 300 кВт                                   |

## Сравнение с аналогами
|                                         | Ан-70                            | Airbus A400M             | C-130J-30                    | Shaanxi Y-9                           |
| --------------------------------------- | -------------------------------- | ------------------------ | ---------------------------- | ------------------------------------- |
| Внешний вид                             |                                  |                          |                              |                                       |
| Первый полёт, год                       | 1994                             | 2009                     | 1996                         | 2011                                  |
| Принят на вооружение, год               | 2015                             | 2013                     | 1999                         | 2012                                  |
| Разработчик                             | АНТК «Антонов»                   | Airbus Military          | Lockheed Martin              | Shaanxi Aircraft Corp. АНТК «Антонов» |
| Производитель                           | Серийный завод «Антонов»         | Airbus Military          | Lockheed Martin              | Shaanxi Aircraft Corp.                |
| Размах крыла, м                         | 44,06                            | 42,40                    | 39,7                         | 38,015                                |
| Длина, м                                | 40,73                            | 45,10                    | 34,69                        | 33,109                                |
| Площадь крыла, м²                       | 204,0                            | 221,50                   | 162,1                        | 121.7                                 |
| Вес пустого, т                          | 73,0                             | 78,6                     | 34,3                         | 39,0                                  |
| Грузоподъёмность, т                     | 47,0                             | 37,0                     | 21,8                         | 25,0                                  |
| Габариты грузовой кабины (д × ш × в), м | 22,4 × 4,8 × 4,1                 | 17,7 × 4,0 × 3,8         | 12,2 × 3,1 × 2,7             | 13,5 × 3,5 × 2,6                      |
| Внутреннее топливо, т                   | 38,0                             | 50,5                     | 20,5                         | 23                                    |
| Макс. взлётный вес, т                   | 135,0                            | 141,0                    | 74,4                         | 77,0                                  |
| Макс. скорость, км/ч                    | 780                              | 802                      | 670                          | 650                                   |
| Крейсерская скорость, км/ч              | 700—750                          | 781                      | 640                          | 550—600                               |
| Макс. потолок, м                        | 12 000                           | 12 200                   | 12 300                       | 10 500                                |
| Практическая дальность, км              | 6600 (с грузом 20 т)             | 6400 (с грузом 20 т)     | 3150 (с грузом 16 т)         | 5700                                  |
| Перегоночная дальность, км              | 8000                             | 8700                     | 5250                         | 7800                                  |
| Взлетная дистанция: м                   |                                  | 980                      |                              |                                       |
| Посадочная дистанция: м                 |                                  | 770                      |                              |                                       |
| Двигатели                               | 4 × ТВВД «Ивченко-Прогресс» Д-27 | 4 × ТВД Europrop TP400   | 4 × ТВД Rolls-Royce AE2100D3 | 4 × ТВД Wojiang WJ-6C                 |
| Мощность, л. с.                         | 4 × 13 880                       | 4 × 11 000               | 4 × 4700                     | 4 × 4250                              |
| Стоимость                               | 67,0 млн долл. (2012 год)        | 145,0 млн EUR (2012 год) | 65 млн долл. (2008 год)      | —                                     |

C-130 Hercules и Shaanxi Y-9 (глубокая модернизация Ан-12) по грузоподъёмности и габаритам грузовой кабины, а также по основным ТТХ, аналогичны самолётам класса Ан-12, Ан-178, Ил-214, Transall C-160 и Embraer KC-390.

## Галерея

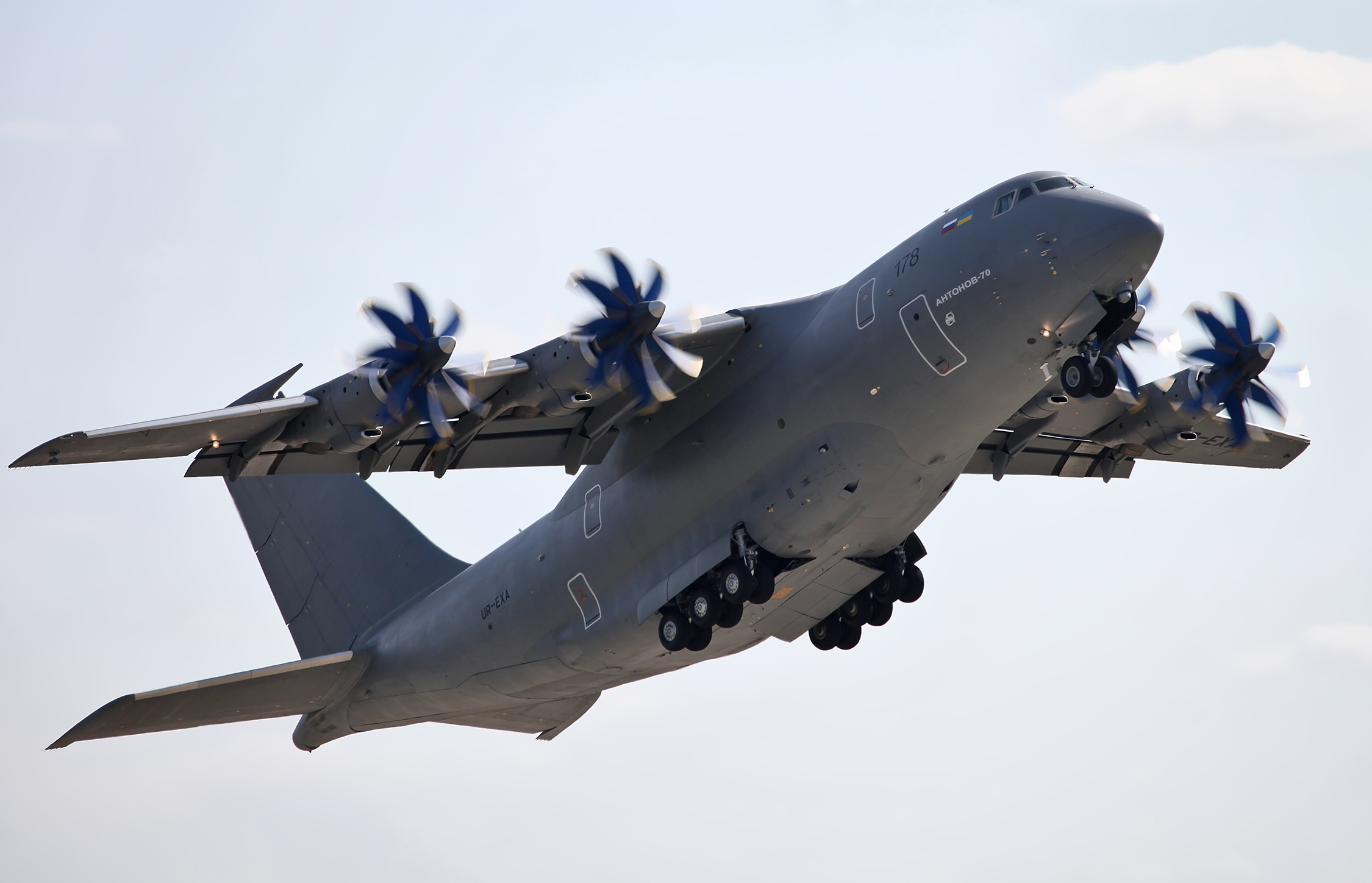
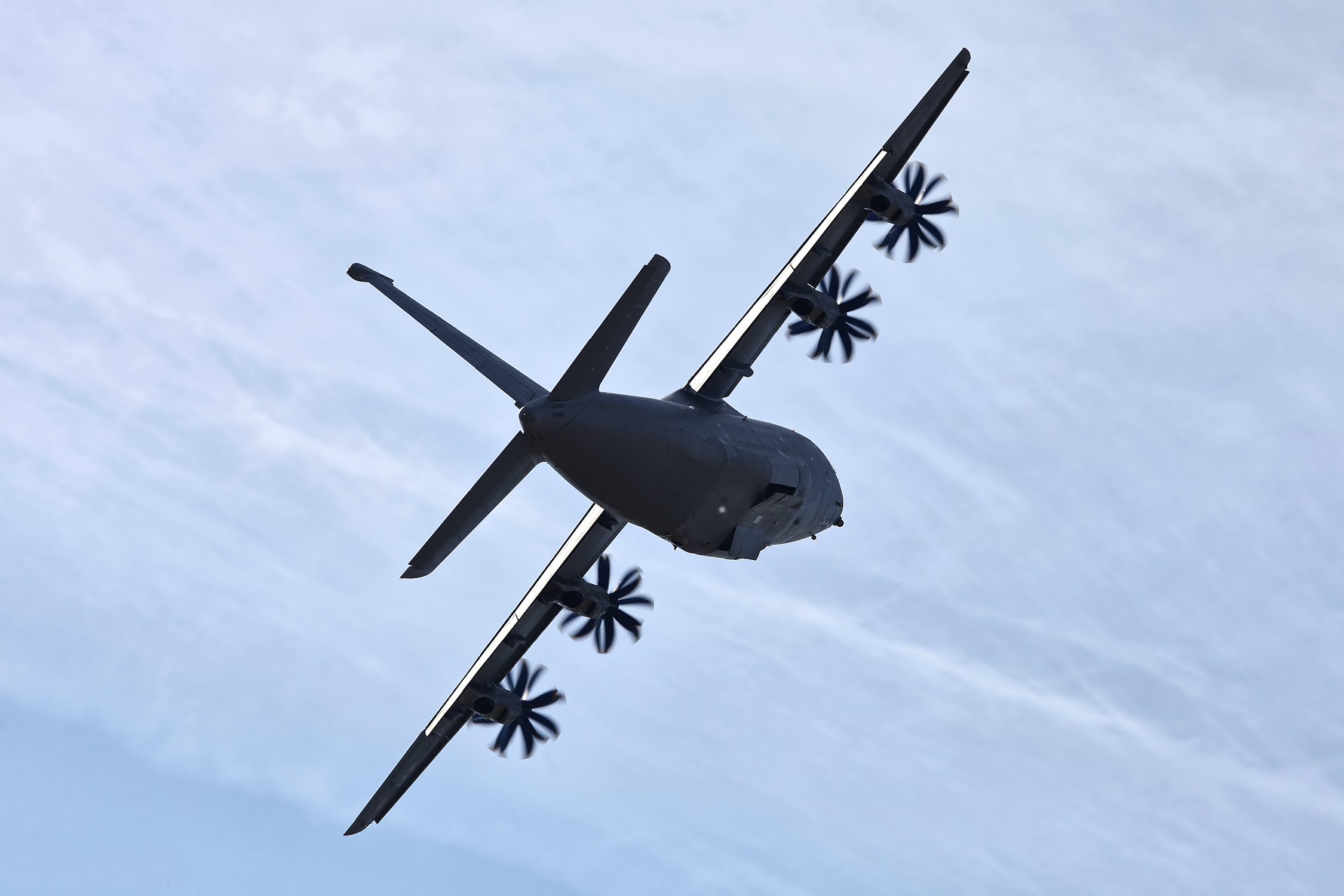
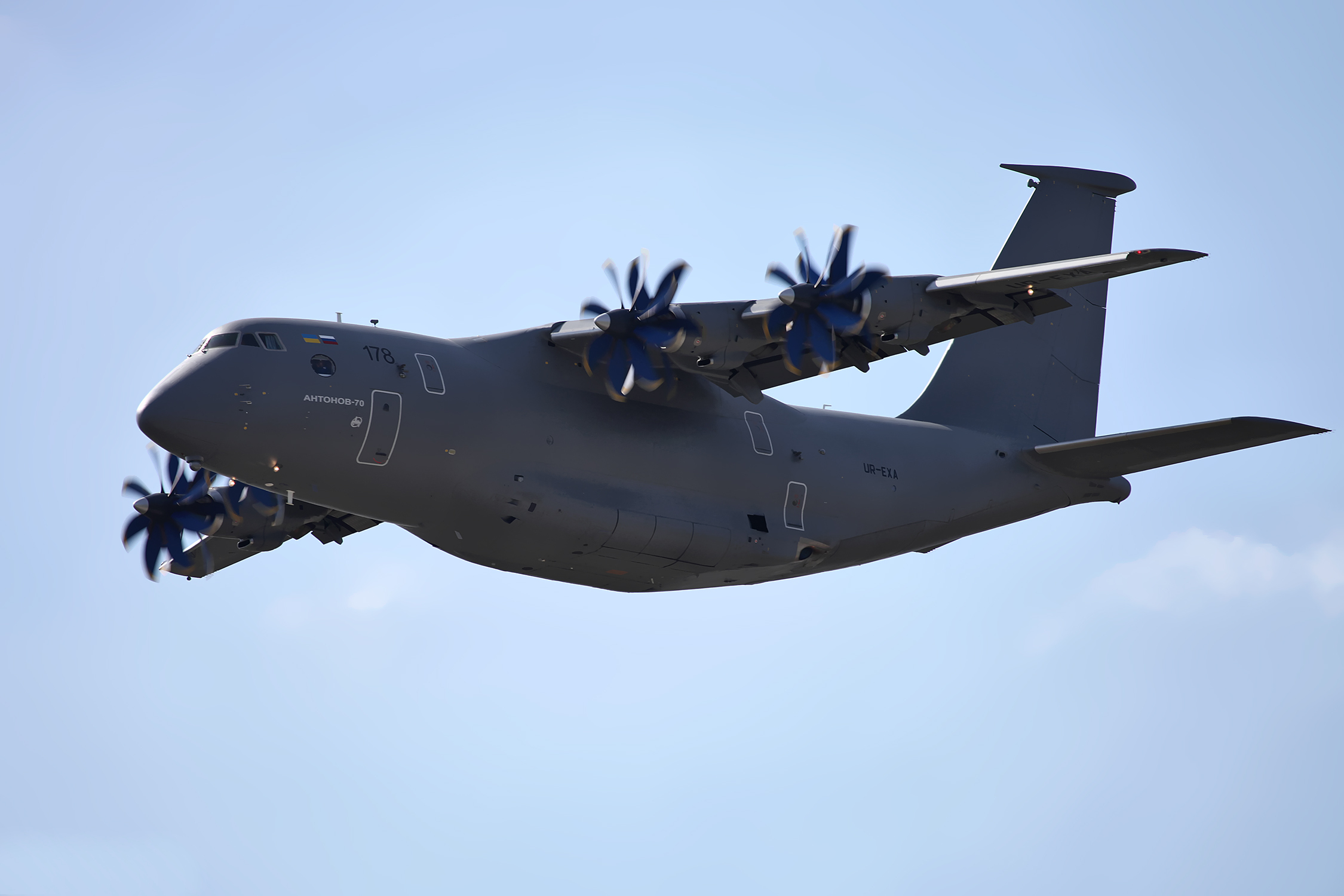
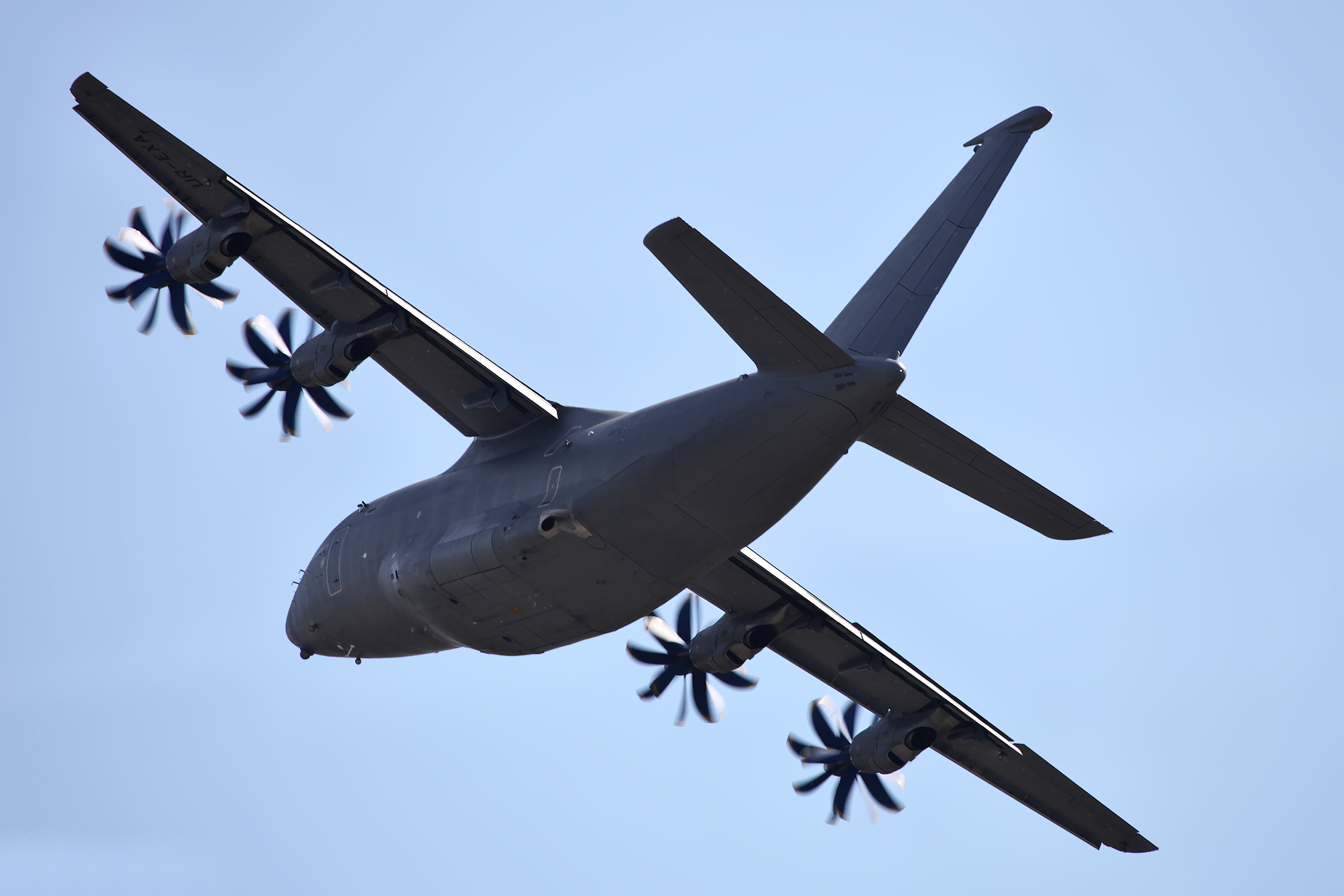
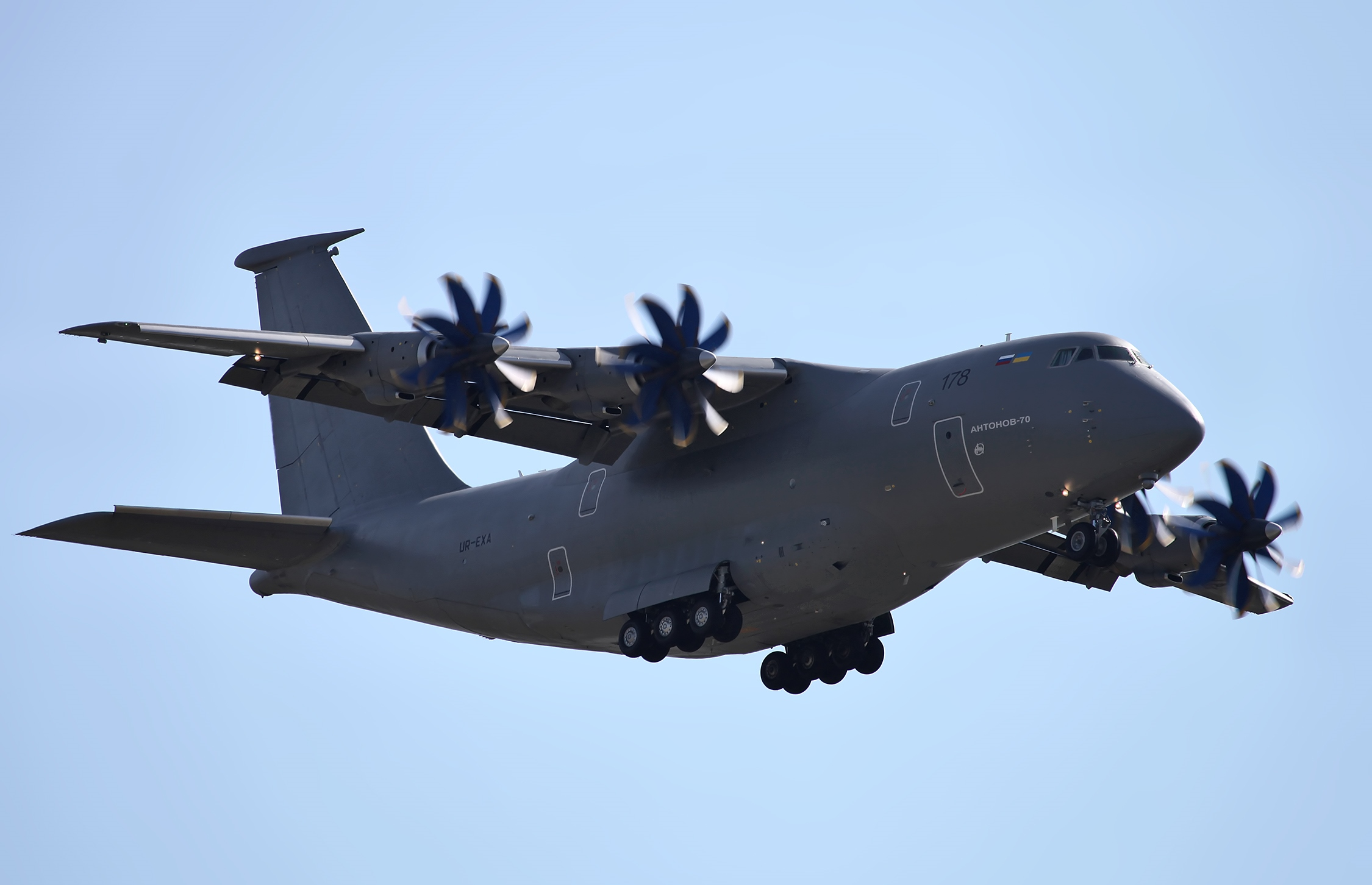
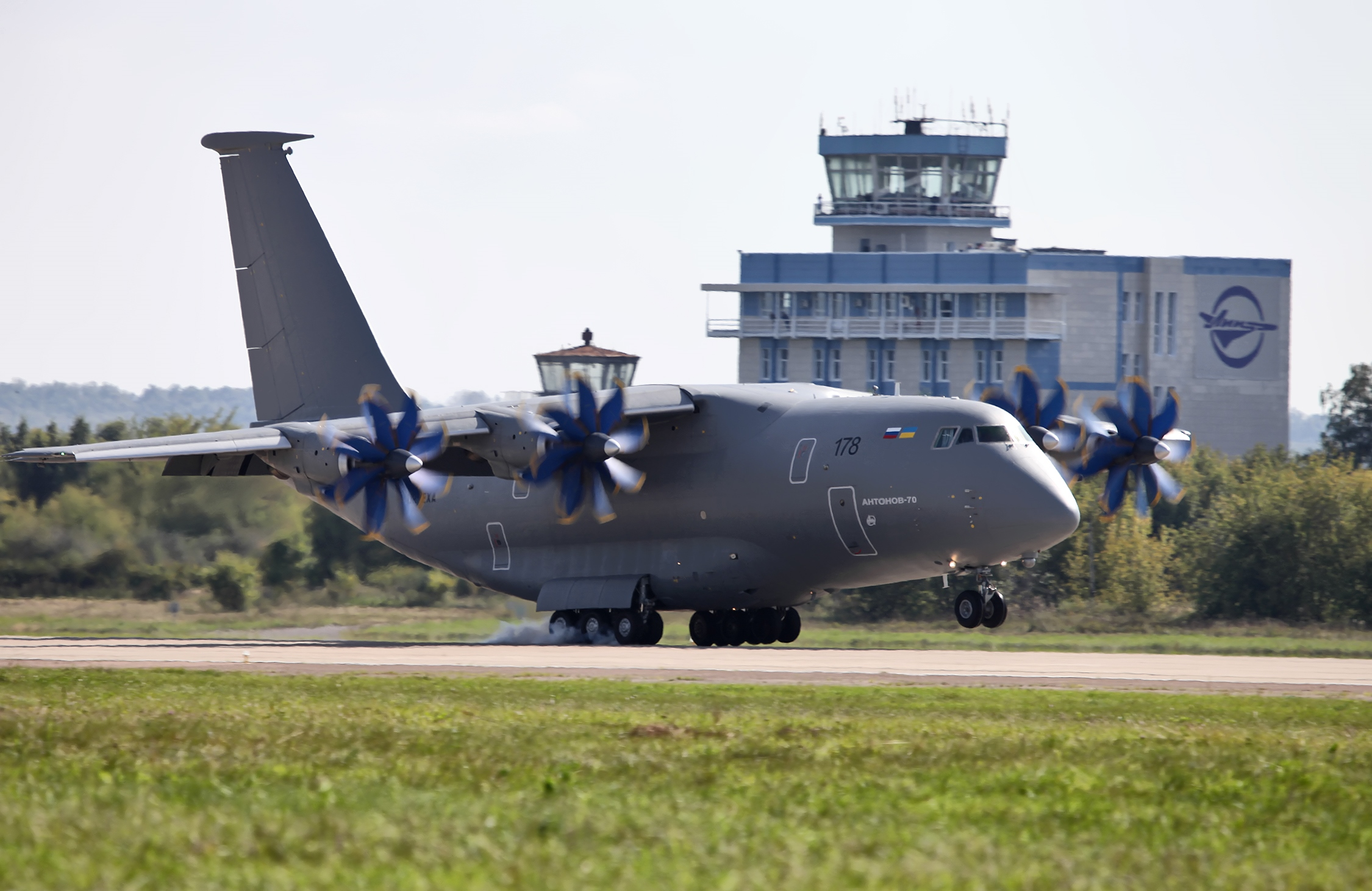

Ан-70 на МАКС-2013: